# 斯維吉
斯維吉是馬耳他的市镇，位於馬爾他島東北部，距離斯利馬僅15分鐘公車車程。市镇面積为3.1平方公里，2019年人口数量为14,452人。

## 外部連結
- 官方网站  （马耳他文） （英文）